# Vörösbarna kocsonyáspöfeteg
A vörösbarna kocsonyáspöfeteg (Melanogaster variegatus) a Melanogastraceae családba tartozó, Eurázsiában honos, lomberdők talajában élő, ehető gombafaj. Egyéb elnevezései: vörös szarvasgomba, vörösbarna álpöfeteg, vörösbarna kocsonyás-álpöfeteg.

## Megjelenése
A vörösbarna kocsonyáspöfeteg föld alatti termőteste 2-7 cm széles, gömbölyded, hosszúkás vagy szabálytalan gumó formájú. Külső burka (perídiuma) puha, vastag, húsos, felszíne sima vagy kissé nemezes, eres, ráncos is lehet. Színe fiatalon okkeres, később rozsda- vagy sötét vörösesbarna. Micéliumgyökerei nincsenek.
Húsa (gleba) kerek vagy sokszögletű apró spórakamrákra osztott, köztük fehéres (idősen sötétsárgás) falakkal. Fiatalon színe fehér, állaga kemény; a spórák érésével megsárgul, barna, végül fekete lesz; elnyálkásodik, kocsonyássá válik. Szaga erős, aromás, gyümölcsös (rumos almához is hasonlítják), íze enyhe.
Spórapora sárgás. Spórái 6-8 x 4-5,5 µm-esek.

### Hasonló fajok
A kisebb, hagymaszagú apró kocsonyáspöfeteg hasonlít hozzá, de összetéveszthető egyes szarvasgombákkal, esetleg a mérgező rőt áltriflával is.

## Elterjedése és termőhelye
Eurázsiában honos. Magyarországon nem ritka.
Lomberdőkben (pl. bükkösökben), kertekben fordul elő. Májustól szeptemberig terem. 

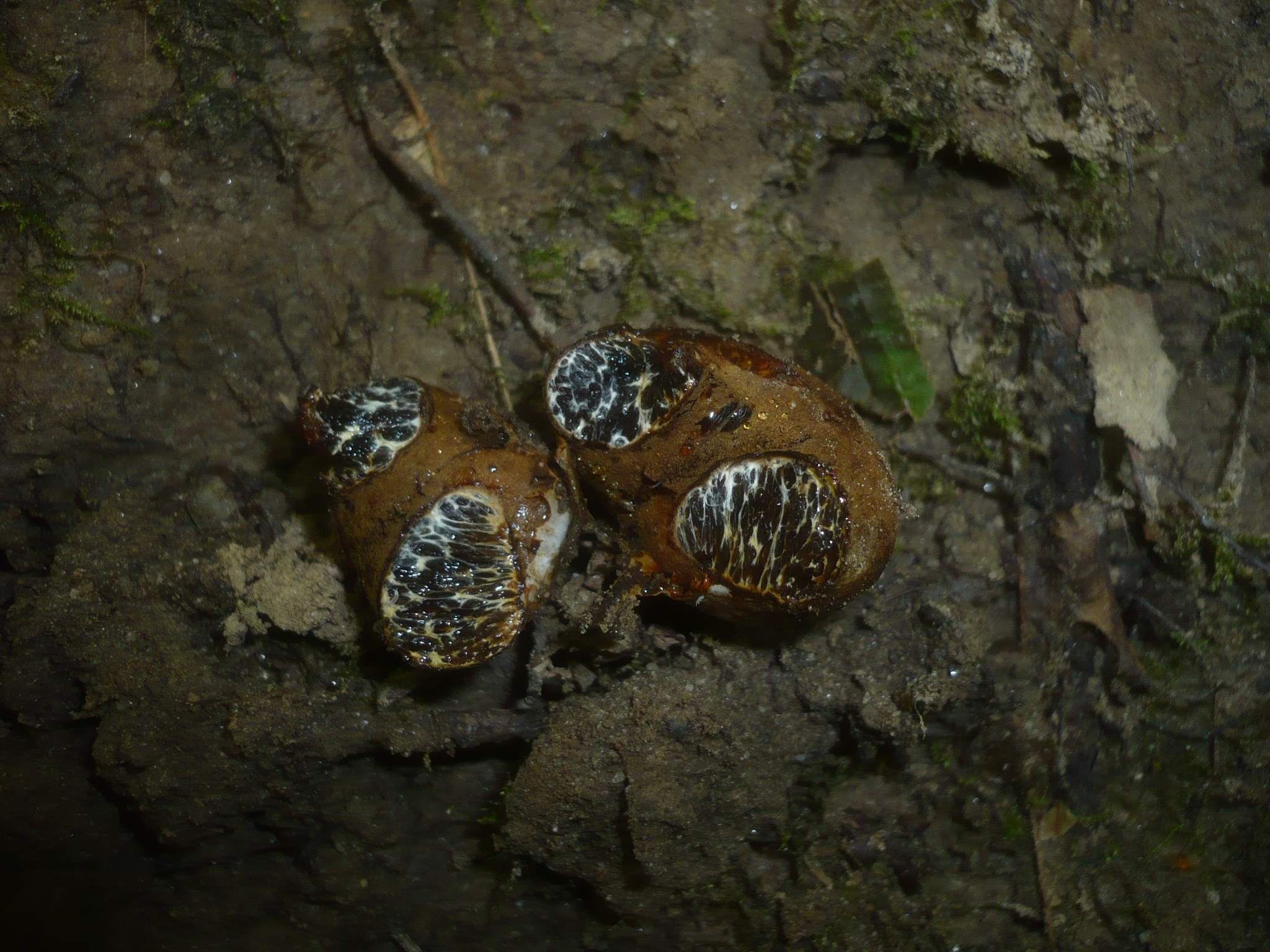
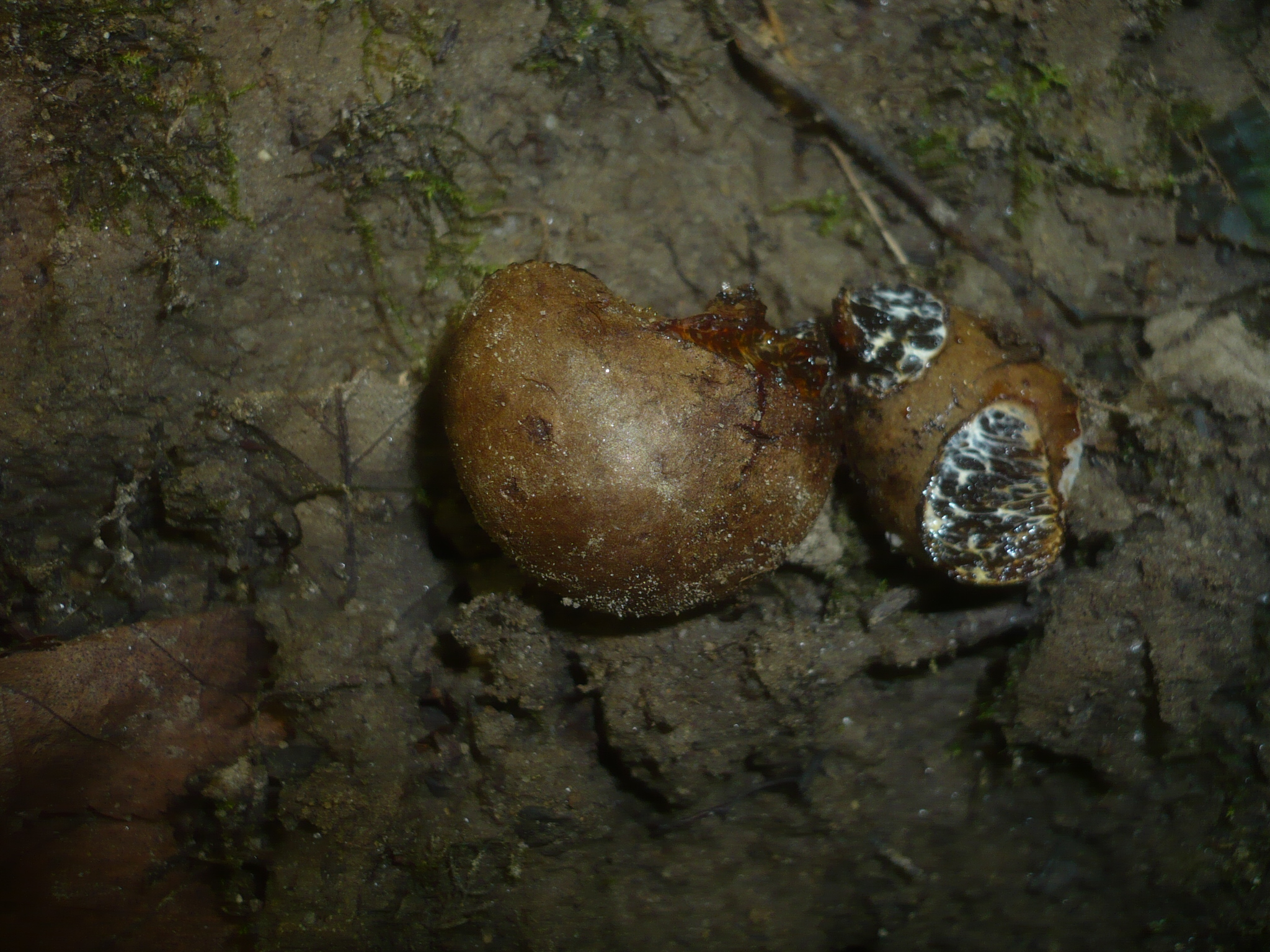

Fiatalon, meghámozva ehető.